# Lepechiniella lasiocarpa
Lepechiniella lasiocarpa är en strävbladig växtart som beskrevs av Wen Tsai Wang. Lepechiniella lasiocarpa ingår i släktet Lepechiniella och familjen strävbladiga växter. Inga underarter finns listade i Catalogue of Life.